# سافوسافو
سافوسافو (Savusavu) هي مدينة تقع في محافظة كاكاودروف الواقعة في فانوا ليفو بجزر فيجي. في عام 1996 بلغ عدد سكانها 4962 نسمة. تلقب محلياً باسم «الجنة المخفية». تعرف المدينة بوجود العديد من الينابيع. من أبرز معالمها جزيرة ناوي التي تقع على ضفاف ساحل المدينة.

## المناخ
يظهر الجدول التالي التغييرات المناخية على مدار السنة لسافوسافو:
| البيانات المناخية لـسافوسافو      | البيانات المناخية لـسافوسافو | البيانات المناخية لـسافوسافو | البيانات المناخية لـسافوسافو | البيانات المناخية لـسافوسافو | البيانات المناخية لـسافوسافو | البيانات المناخية لـسافوسافو | البيانات المناخية لـسافوسافو | البيانات المناخية لـسافوسافو | البيانات المناخية لـسافوسافو | البيانات المناخية لـسافوسافو | البيانات المناخية لـسافوسافو | البيانات المناخية لـسافوسافو | البيانات المناخية لـسافوسافو |
| الشهر                             | يناير                        | فبراير                       | مارس                         | أبريل                        | مايو                         | يونيو                        | يوليو                        | أغسطس                        | سبتمبر                       | أكتوبر                       | نوفمبر                       | ديسمبر                       | المعدل السنوي                |
| --------------------------------- | ---------------------------- | ---------------------------- | ---------------------------- | ---------------------------- | ---------------------------- | ---------------------------- | ---------------------------- | ---------------------------- | ---------------------------- | ---------------------------- | ---------------------------- | ---------------------------- | ---------------------------- |
| متوسط درجة الحرارة الكبرى °م (°ف) | 30 (86)                      | 30 (86)                      | 30 (86)                      | 29 (84)                      | 28 (82)                      | 27 (80)                      | 26 (79)                      | 26 (79)                      | 27 (80)                      | 27 (81)                      | 28 (83)                      | 29 (85)                      | 28 (83)                      |
| متوسط درجة الحرارة الصغرى °م (°ف) | 23 (74)                      | 23 (74)                      | 23 (74)                      | 23 (73)                      | 22 (71)                      | 21 (69)                      | 20 (68)                      | 20 (68)                      | 21 (69)                      | 21 (70)                      | 22 (71)                      | 23 (73)                      | 22 (71)                      |
| الهطول مم (إنش)                   | 290 (11.4)                   | 270 (10.7)                   | 370 (14.5)                   | 310 (12.2)                   | 260 (10.1)                   | 170 (6.7)                    | 120 (4.9)                    | 210 (8.3)                    | 200 (7.7)                    | 210 (8.3)                    | 250 (9.8)                    | 320 (12.5)                   | 2٬970 (117.1)                |
| المصدر: Weatherbase               |                              |                              |                              |                              |                              |                              |                              |                              |                              |                              |                              |                              |                              |

## أعلام
- بيدرو فيرجيل